# 越南文学院
越南文学院，越南文艺组织，成立于1960年初。邓台梅任首任院长。院刊原为《文学研究》，后改为《文学杂志》。该院设有“越南文学”、“外国文学”、“文学理论”、“民间文学”等研究小组。文学院还办有越南较大的一所专业图书馆。曾获得独立奖章、劳动奖章等国家荣誉。